# Mairipotaba
| Mairipotaba                      | Mairipotaba                                                                      |
| -------------------------------- | -------------------------------------------------------------------------------- |
|                                  |                                                                                  |
| Wappen                           | Flagge                                                                           |
| Wappen von Mairipotaba unbekannt | Flagge von Mairipotaba unbekannt                                                 |
| Karten                           |                                                                                  |
|                                  |                                                                                  |
| Basisdaten                       |                                                                                  |
| Staat:                           | Brasilien (BRA)                                                                  |
| Bundesstaat:                     | Goiás (GO)                                                                       |
| Mesoregion:                      | Süd-Goiás                                                                        |
| Mikroregion:                     | Meia Ponte                                                                       |
| Angrenzende Gemeinden:           | Hidrolândia, Cromínia, Professor Jamil, Piracanjuba, Pontalina, Cezarina, Varjão |
| Distanz zu Goiânia:              | 100 km                                                                           |
| Geografische Lage:               | 17° 18′ S, 49° 29′ W                                                             |
| Zeitzone:                        | UTC-3 Sommer: UTC-2                                                              |
| Fläche:                          | 460,975 km²                                                                      |
| Einwohner:                       | 2.378                                                                            |
| Bevölkerungsdichte:              | 5,2 Einwohner / km²                                                              |
| Höhe:                            | 658 m                                                                            |
| Postleitzahl (CEP):              | 75630-000                                                                        |
| Telefonvorwahl:                  | +55 64                                                                           |
| Adresse der Stadtverwaltung:     | Rua João Manoel, 83 Setor Centro                                                 |
| Offizielle Webseite:             | Website Prefeitura de Mairipotaba                                                |
| Jahrestag:                       | 12. November                                                                     |
| Gemeindegründung:                | 1953                                                                             |
| Politik                          |                                                                                  |
| Bürgermeister:                   |                                                                                  |
| Vize-Bürgermeister:              |                                                                                  |

Mairipotaba ist eine politische brasilianische Gemeinde im Bundesstaat Goiás in der Mikroregion Meia Ponte. Sie liegt südsüdwestlich von Goiânia, der Hauptstadt des Bundesstaates, und südwestlich von Brasília.

## Geographische Lage
Mairipotaba grenzt
- im Norden an Hidrolândia
- im Osten an Cromínia
- im Südosten an Professor Jamil und Piracanjuba
- im Südwesten an Pontalina
- im Westen an Cezarina
- im Nordwesten an Varjão